# Banderes de la Lliga Hanseàtica

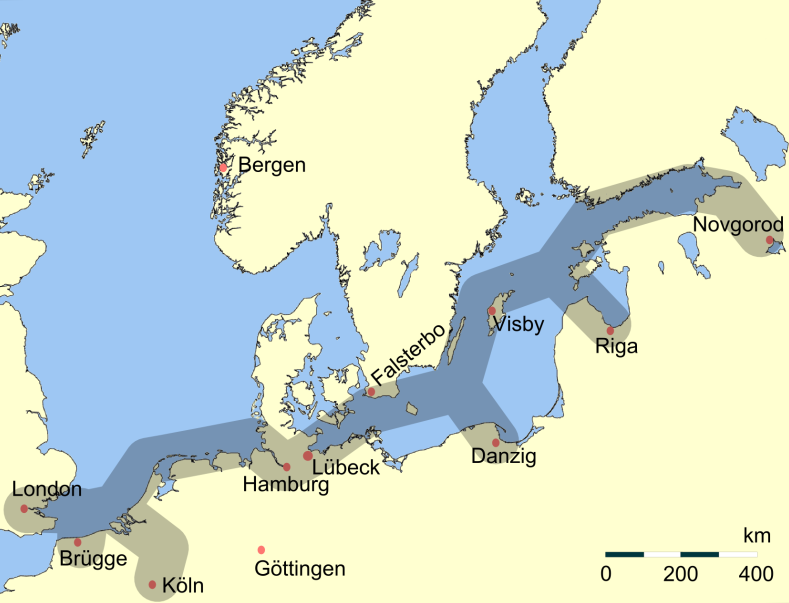
Principals rutes comercials de la lliga Hanseàtica.

Les banderes de la Lliga Hanseàtica foren les ensenyes i estendards onejades per les ciutats i vaixells pertanyents a la Lliga Hanseàtica dels segles XIII al XVII.

## Història
Originalment, els vaixells hanseàtics mostraven gonfanons vermells als seus pals, que tenien una creu en el seu punt alt per denotar la protecció del sobirà. El vermell també era el color utilitzat per la navegació danesa i anglesa, encara que els anglesos van adoptar més tard la Creu de Sant Jordi. A partir de la segona meitat del segle XIII, les ciutats hanseàtiques van anar adoptant una bandera pròpia per distingir-se de les altres ciutats membres, mantenint majoritàriament el color vermell i blanc però afegint'hi símbols com ara creus o corones. La bandera hanseàtica més antiga és la vermella utilitzada per la ciutat d'Hamburg.

## Estendards
- Hamburg (segle xiii)
- Riga (segle xiii)
- Lübeck (segle xiii)
- Bremen (segle xiv)
- Gdańsk (segle xiv)
- Elbląg (segle xiv)
- Rostock (segle xiv)
- Stralsund (segle xiv)
- Kaliningrad (segle xv)
- Wismar (segle xv)
- Szczecin (segle xv)

Hamburg
Riga
Lübeck
Bremen
Gdańsk
Elbląg
Rostock
Stralsund
Kaliningrad
Wismar
Szczecin

A més d'aquests estendards, els vaixells també feien volar un gallardet hanseàtic (Hanseatenwimpel) on la meitat superior era blanca (argent) i la meitat inferior vermella (gules).

Gallerdet. Proporcions 1:16.

### Segells

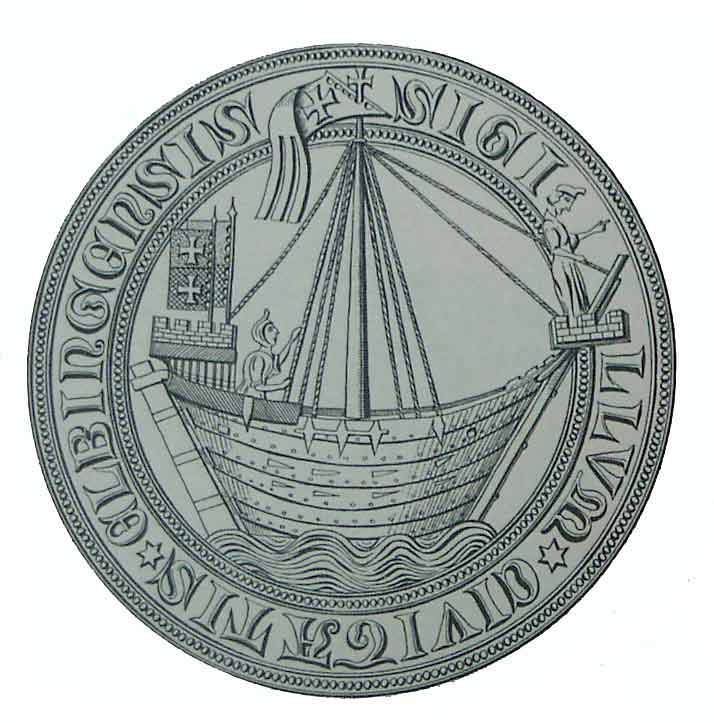
Segell d'Elbląg que representa la bandera de la ciutat (1350)
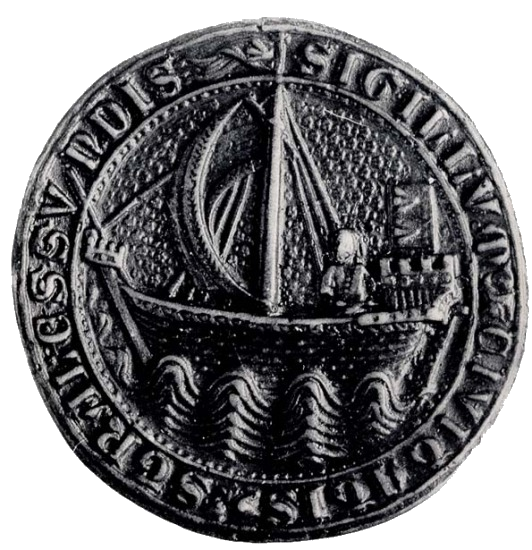
Segell d'Stralsund (1329)

## Banderes actuals de ciutats hanseàtiques
Moltes ciutats que eren membres de la lliga hanseàtica continuen utilitzant principalment el vermell i el blanc com a colors en les seves banderes d'avui dia.

Anklam (Alemanya)
Arnhem (Països Baixos)
Bolsward (Països Baixos)
Bergen (Noruega)
Berlín (Alemanya)
Bochum (Alemanya)
Brandenburg (Alemanya)
Breckerfeld (Alemanya)
Bremen (Alemanya)
Breslau (Polònia)
Bruges (Bèlgica)
Brunsvic (Alemanya)
Colònia (Alemanya)
Cracòvia (Polònia)
Deventer (Països Baixos)
Dinslaken (Alemanya)
Doesburg (Països Baixos)
Dortmund (Alemanya)
Duisburg (Alemanya)
Einbeck (Alemanya)
Elbląg (Polònia)
Emmerich am Rhein (Alemanya)
Erfurt (Alemanya)
Estocolm (Suècia)
Frankfurt de l'Oder (Alemanya)
Gdańsk (Polònia)
Geldern (Alemanya)
Geseke (Alemanya)
Goslar (Alemanya)
Göttingen (Alemanya)
Greifswald (Alemanya)
Groningen (Països Baixos)
Hagen (Alemanya)
Halle (Alemanya)
Hamburg (Alemanya)
Hamm (Alemanya)
Hannover (Alemanya)
Harlingen (Països Baixos)
Haselünne (Alemanya)
Hasselt (Països Baixos)
Hattem (Països Baixos)
Hattingen (Alemanya)
Herford (Alemanya)
Hildesheim (Alemanya)
Hindeloopen (Països Baixos)
Kalmar (Suècia)
Kamen (Alemanya)
Kampen (Països Baixos)
Kiel (Alemanya)
Klaipėda (Lituània)
Koknese (Letònia)
Kołobrzeg (Polònia)
Kaliningrad (Rússia)
Koszalin (Polònia)
Kuldīga (Letònia)
Lemgo (Alemanya)
Lübeck (Alemanya)
Lüneburg (Alemanya)
Magdeburg (Alemanya)
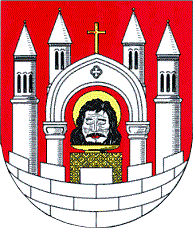
Merseburg (Alemanya)
Minden (Alemanya)
Münster (Alemanya)
Narva (Estònia)
Neuss (Alemanya)
Nimega (Països Baixos)
Nóvgorod (Rússia)
Oldenzaal (Països Baixos)
Ommen (Països Baixos)
Osnabrück (Alemanya)
Paderborn (Alemanya)
Pärnu (Estònia)
Perleberg (Alemanya)
Quedlinburg (Alemanya)
Ratingen (Alemanya)
Recklinghausen (Alemanya)
Riga (Letònia)
Roermond (Països Baixos)
Rostock (Alemanya)
Salzwedel (Alemanya)
Słupsk (Polònia)
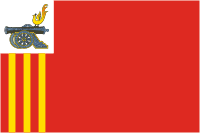
Smolensk (Rússia)
Soest (Països Baixos)
Solingen (Alemanya)
Stargard (Polònia)
Stendal (Alemanya)
Stralsund (Alemanya)
Szczecin (Polònia)
Tallinn (Estònia)
Tartu (Estònia)
Toruń (Polònia)
Turku (Finlàndia)
Tver (Rússia)
Unna (Alemanya)
Valmiera (Letònia)
Víborg (Rússia)
Visby (Suècia)
Viljandi (Estònia)
Vreden (Alemanya)
Warburg (Alemanya)
Warendorf (Alemanya)
Ventspils (Letònia)
Werne (Alemanya)
Wesel (Alemanya)
Winterberg (Alemanya)
Wipperfürth (Alemanya)
Wismar (Alemanya)
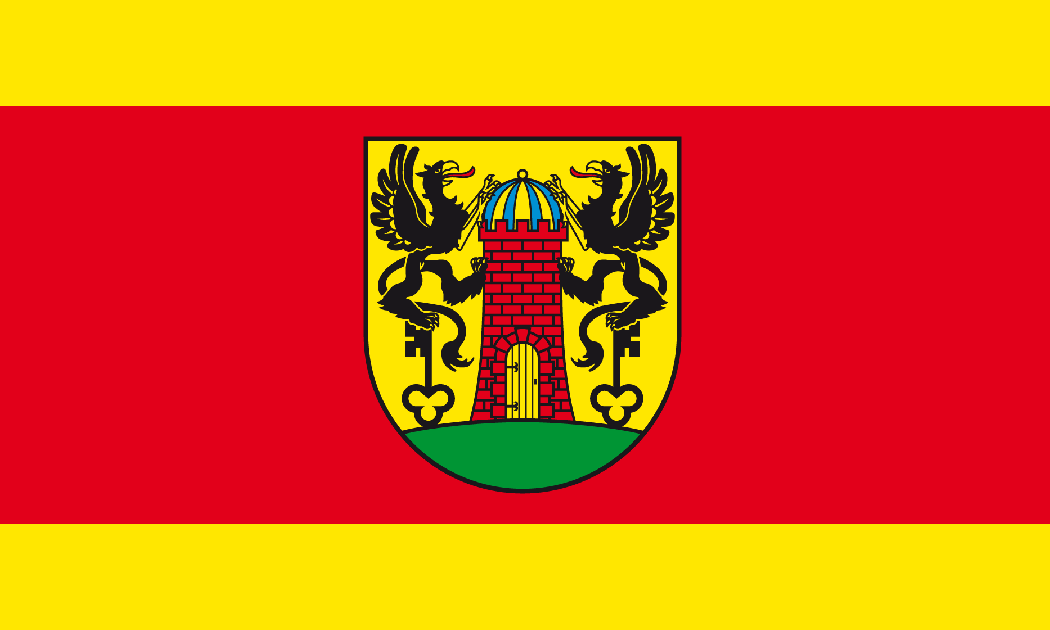
Wolgast (Alemanya)
Zutphen (Països Baixos)
Zwolle (Països Baixos)